# Engelbert Hofmann
Engelbert Hofmann (* 18. Oktober 1900 in Oerlenbach; † 20. Oktober 1979 ebenda) war ein deutscher Politiker (CSU).

## Leben
Hofmann besuchte die Volksschule, die Klosterschule St. Ludwig und die Fortbildungsschule, ehe er im Ersten Weltkrieg als Soldat in Frankreich eingesetzt wurde. 1920 wurde er erster Vorstand des katholischen Burschenvereins, drei Jahre später übernahm er den Bauernhof seines Vaters. 1932 wurde er für eine kurze Zeit Mitglied der Bayerischen Volkspartei und saß für diese im Gemeinderat. Von 1934 bis 1949 gehörte er dem Aufsichtsrat des Darlehenskassenvereins an, in dieser Zeit gehörte er auch der katholischen Kirchenverwaltung an und war Soldat im Zweiten Weltkrieg. Nach dem Krieg wurde Hofmann 1945 von der Militärregierung zum ersten Bürgermeister von Oerlenbach ernannt, 1948 wurde er Landrat des unterfränkischen Landkreises Bad Kissingen. Von 1950 bis 1966 gehörte er als Abgeordneter dem Bayerischen Landtag an. Er wurde dabei im Stimmkreis Bad Kissingen-Stadt und -Land, Bad Neustadt an der Saale (heute Stimmkreis Bad Kissingen) stets direkt gewählt.
Hofmann wurde am 9. Mai 1961 mit dem Bayerischen Verdienstorden ausgezeichnet.